# 沙洋県
沙洋県（さよう-けん）は中華人民共和国湖北省荊門市に位置する県。

## 行政区画
- 鎮:沙洋鎮、五里鋪鎮、十里鋪鎮、紀山鎮、拾回橋鎮、後港鎮、毛李鎮、官壋鎮、李市鎮、馬良鎮、高陽鎮、沈集鎮、曽集鎮